# 峒中镇
峒中镇，是中华人民共和国广西壮族自治区防城港市防城区下辖的一个乡镇级行政单位。

## 行政区划
峒中镇下辖以下地区：
峒中社区、板典村、峒中村、坤闵村、那丽村、板兴村、尚义村、板八村、板沟村、上龙村、那把村、其龙村、堂龙村、稔碑村、江口村、那蒙村、那涯村、大坑村、细坑村和和平村。